# العلاقات اليمنية الليتوانية
العلاقات اليمنية الليتوانية هي العلاقات الثنائية التي تجمع بين اليمن وليتوانيا.

## مقارنة بين البلدين
هذه مقارنة عامة ومرجعية للدولتين:
| وجه المقارنة                                              | اليمن         | ليتوانيا                                                    |
| --------------------------------------------------------- | ------------- | ----------------------------------------------------------- |
| المساحة (كم2)                                             | 555.00 ألف    | 65.30 ألف                                                   |
| عدد السكان (نسمة)                                         | 28.25 مليون   | 2.79 مليون                                                  |
| الكثافة السكانية (ن./كم²)                                 | 50.9          | 42.73                                                       |
| العاصمة                                                   | صنعاء، عدن    | فيلنيوس، كاوناس                                             |
| اللغة الرسمية                                             | اللغة العربية | اللغة الليتوانية                                            |
| العملة                                                    | ريال يمني     | ليتاس ليتواني، يورو                                         |
| الناتج المحلي الإجمالي (بليون دولار)                      | 18.21 مليار   | 47.17 مليار                                                 |
| الناتج المحلي الإجمالي (تعادل القوة الشرائية) بليون دولار | 75.69 مليار   | 84.06 مليار                                                 |
| الناتج المحلي الإجمالي الاسمي للفرد دولار أمريكي          | 1.41 ألف      | 14.15 ألف                                                   |
| الناتج المحلي الإجمالي للفرد دولار أمريكي                 |               | 27.69 ألف                                                   |
| مؤشر التنمية البشرية                                      | 0.498         | 0.839                                                       |
| رمز المكالمات الدولي                                      | +967          | +370                                                        |
| رمز الإنترنت                                              | .ye           | .lt                                                         |
| المنطقة الزمنية                                           | ت ع م+03:00   | ت ع م+02:00، ت ع م+03:00، أوروبا/فيلنيوس ‏، توقيت شرق أوروبا |

## منظمات دولية مشتركة
يشترك البلدان في عضوية مجموعة من المنظمات الدولية، منها:
| علم المنظمة | اسم المنظمة                               | تاريخ انضمام اليمن | تاريخ انضمام ليتوانيا |
| ----------- | ----------------------------------------- | ------------------ | --------------------- |
|             | يونسكو                                    | 2 أبريل 1962       | 7 أكتوبر 1991         |
|             | مؤسسة التمويل الدولية                     | 22 مايو 1970       | 15 يناير 1993         |
|             | المركز الدولي لتسوية المنازعات الاستشارية | 20 نوفمبر 2004     | 5 أغسطس 1992          |
|             | منظمة حظر الأسلحة الكيميائية              | ?                  | ?                     |
|             | مؤسسة التنمية الدولية                     | 22 مايو 1970       | 23 سبتمبر 2011        |
|             | وكالة ضمان الاستثمار متعدد الأطراف        | 12 مارس 1996       | 8 يونيو 1993          |
|             | الاتحاد البريدي العالمي                   | ?                  | ?                     |
|             | الاتحاد الدولي للاتصالات                  | 1931               | 1 يوليو 1923          |
|             | منظمة الشرطة الجنائية الدولية             | ?                  | ?                     |
|             | الأمم المتحدة                             | 30 سبتمبر 1947     | 17 سبتمبر 1991        |
|             | البنك الدولي للإنشاء والتعمير             | 3 أكتوبر 1969      | 6 يوليو 1992          |

## وصلات خارجية
- موقع وزارة الخارجية الليتوانية